# Frank Borzage
Frank Borzage (IPA: /bɔrˈzeɪɡiː/), född 23 april 1894 i Salt Lake City i Utah, död 19 juni 1962 i Hollywood i Los Angeles, var en amerikansk skådespelare och tvåfaldigt Oscarsbelönad filmregissör.
Frank Borzage inledde sin skådespelarkarriär med filmen On Secret Service 1912 och regidebuterade med The Mystery of Yellow Aster Mine 1913. Enligt filmdatabasen IMDb krediteras Borzage som skådespelare i 115 filmer och som regissör i 107.
När den första Oscarsgalan hölls 1928 belönades Borzage med en Oscar för bästa regi i en dramafilm med filmen I sjunde himlen (1927) och blev därmed den första (tillsammans med Lewis Milestone som vann priset för bästa regi i en komedi) att belönas med en Oscar för bästa regi. 1932 vann han sin andra Oscar för bästa regi med filmen En dålig flicka? (1931).
Borzage avled i cancer 1962.

## Filmografi (i urval)
Listan avser regi av Frank Borzage, om inget annat anges.
- 1916 – Intolerance (roll, ej krediterad)
- 1916 – Hämndens timme
- 1925 – Cirkeln
- 1927 – I sjunde himlen
- 1928 – Gatans ängel
- 1929 – Solstrålen
- 1929 – Hennes frestelse
- 1931 – En dålig flicka?
- 1932 – Farväl till vapnen
- 1933 – Två människor
- 1934 – Flirtparaden
- 1935 – Att älska är att leva
- 1936 – Det stulna paradiset
- 1936 – Hearts Divided
- 1937 – En läkares ansvar
- 1937 – Som en tjuv om natten
- 1937 – I storstaden
- 1937 – Mannekäng
- 1938 – Kamrater
- 1938 – The Shining Hour
- 1940 – Jag tager denna kvinna (ej krediterad)
- 1940 – Flykt
- 1940 – Flykt undan våldet
- 1940 – Flygkommando
- 1941 – Efterlyst! (ej krediterad)
- 1943 – Den stora stjärnparaden
- 1943 – Hon som kom köksvägen
- 1945 – Under blodröda segel
- 1948 – Moonrise
- 1957 – Hennes enda kärlek (roll, ej krediterad)
- 1958 – Uppror i Kina